# ستيفانو لي سايد
ستيفانو لي سايد (بالصينية: 李思德 艾蒂安) هو كاهن كاثوليكي صيني، ولد في 3 أكتوبر 1926 في زينهوا في الصين، وتوفي في 8 يونيو 2019.